# Brendan Comiskey
Brendan Comiskey (ur. 13 sierpnia 1935 w Tasson w Irlandii, zm. 28 kwietnia 2025 w Dundalk) – były biskup diecezji Ferns w Irlandii. Ustąpił na początku kwietnia 2002 po tym, jak oskarżono go o bierność w stosunku do mających miejsce w jego diecezji przypadków pedofilii. Biskup wiedział o skłonnościach podległych mu księży (m.in Jima Grennana i Seána Fortune) jednak nie zrobił nic, aby powstrzymać ich przed dokonywaniem przestępstw na tym tle. Mówiono również o jego problemach z alkoholem i o niejasnościach finansowych w jego diecezji.